# Hekimoğlu Ali Pascià
Hekimoğlu Ali Pascià (Costantinopoli, 1689 – Kütahya, 13 agosto 1758) è stato un politico e militare ottomano. Fu nominato per tre volte Gran Visir dell'Impero Ottomano.

## Famiglia
Suo padre, Nuh, era un veneziano convertito all'Islam che lavorava a Costantinopoli (l'odierna Istanbul) come medico, e sua madre Safiye era turca. Il suo epiteto Hekimoğlu significa "figlio del medico" in turco.

## Primi anni
Ali ha lavorato in vari distretti (e province) dell'impero come Zile (nell'odierna provincia di Tokat, Turchia), Yeniil (a sud dell'odierna provincia di Sivas, Turchia), Eyalet di Adana (nell'odierna Turchia), Eyalet di Aleppo (nell'odierna Siria) come governatore provinciale. Combatté durante la guerra ottomano-persiana (1722–1727) e conquistò Tebriz. Dopo il trattato di Hamedan nel 1727, prese servizio nell'Eyalet di Sharazor (nell'odierno Iraq) e di Sivas. Durante la nuova guerra contro la Persia, fu nominato comandante del fronte (in turco Serdar), dove conquistò Urmia e Tebriz (per la seconda volta).
Era il suocero di Hatibzade Yahya Pascià, che gli succedette dopo il suo primo incarico di governatore ottomano dell'Egitto.

## Primo mandato come Gran Visir
Durante il suo primo mandato (12 marzo 1732 - 12 agosto 1735), Hekimoğlu Ali Pascià ha cercato di riformare l'esercito istituendo un nuovo corpo di artiglieria chiamato Humbaracı (equipaggiato con bombarde e mortai). Per questo compito assunse un convertito francese di nome Claude Alexandre de Bonneval (che successivamente cambiò il proprio nome in Humbaracı Ahmed Pascià). Era sospettoso del riarmo Russo, cercò quindi di porre fine alla guerra contro la Persia per poter liberare risorse, ma la sua politica di pace fu accolta con critiche e, durante un consiglio di guerra tenuto nel palazzo, il sultano Mahmud I lo congedò.

## Dopo il primo mandato come Gran Visir
Dopo il suo primo mandato, Ali Pascià riprese il suo lavoro come governatore provinciale. Si insediò a Creta (nell'odierna Grecia), poi in Bosnia, Egitto ed in Anatolia. In Bosnia, sconfisse gli austriaci nella battaglia di Banja Luka durante la guerra austro-russo-turca (1735–1739) e supportò il Gran Visir İvaz Mehmet Pascià nell'assedio di Belgrado (1739). In Egitto, represse la rivolta dei Mamelucchi,, le cronache dell'epoca raccontano il suo governatorato come in gran parte pacifico e libero da insurrezioni.

## Secondo mandato come Gran Visir
Durante il suo secondo mandato (21 aprile 1742 - 23 settembre 1743), il problema più importante fu la nuova guerra contro la Persia, ancora guidata da Nadir Shah della dinastia Afsharide. Il sultano però bocciò il piano per la campagna elaborato da Ali Pascià e lo licenziò, accusandolo di non aver preso misure appropriate sul fronte orientale.

## Dopo il secondo mandato come Gran Visir
Dopo il suo secondo mandato, fu nominato governatore provinciale di Lesbo (in Grecia), Creta, Bosnia, Trikala (in Grecia), Ochakiv (in Ucraina), Vidin (in Bulgaria) e Trabzon (in Anatolia) in rapida successione. A Trabzon, è stato in grado di porre fine al caos creato dai leader locali.

## Terzo mandato come Gran Visir
Il suo terzo mandato fu molto breve (15 febbraio 1755 - 18 maggio 1755). Il nuovo sultano Osman III era altamente influenzato dalle opinioni delle cortigiane del palazzo. Quando Ali Pascià si rifiutò di obbedire all'ordine del sultano di giustiziare un giovane principe (in turco: şehzade), il sultano lo imprigionò. Riuscì a stento a non essere giustiziato solo grazie alla intercessione della regina madre (valide sultan) Şehsuvar.

## Dopo il terzo mandato come Gran Visir
Dopo essere stato imprigionato nella Kızkulesi (Torre di Leandro) su una isola sul Bosforo, fu da prima esiliato a Mağusa (l'odierna Famagosta), nell'isola di Cipro, e poi nell'isola di Rodi. Gli fu concessa la grazia nel 1756 e per la seconda volta nominato governatore provinciale ottomano in Egitto. Ancora una volta, le cronache ci dicono che il suo governatorato fosse pacifico. Il 17 ottobre 1757, per la quarta volta, fu nominato governatore dell'Anatolia. Il 13 agosto 1758, all'età di circa 71 anni, morì a Kütahya per un'infezione delle vie urinarie.
È sepolto in una piccola tomba monumentale (türbe) vicino alla moschea di Hekimoğlu Ali Paşa nel complesso di edifici religiosi (külliye) che ha donato nel quartiere Davutpaşa di Istanbul.